# 武田麟太郎
武田 麟太郎（たけだ りんたろう、1904年（明治37年）5月9日 - 1946年（昭和21年）3月31日）は、日本の小説家。代表作に、『暴力』『日本三文オペラ』『市井事』『井原西鶴』『銀座八丁』『一の酉』などがある。長男は詩人の武田文章（1933-1998）、次男は河出書房の編集者の武田穎介（1935-2001）。

## 生涯

### 生い立ち
1904年（明治37年）5月9日、大阪府大阪市南区日本橋筋東1丁目（現・浪速区日本橋東1丁目）に、父・左二郎（数え年28歳）と母・すみゑ（21歳）の長男として生まれた。役所には5月15日生まれとして出生届けが出された。この地は貧民窟であった。
父・左二郎は岡山県倉敷出身で、天王寺警察署詰めの巡査をしており、同じ交番勤務の霧渡薫の長女・すみゑと知り合い、1902年（明治35年）11月に結婚した。左二郎は巡査のからわら、弁護士を目指し関西法律学校（現・関西大学）を1903年（明治36年）に卒業した。強盗犯などを逮捕し有能な左二郎はその後、堺警察署会計主任、東警察署警部となり、麟太郎の下に弟3人、妹3人が生れる。
1911年（明治44年）4月、麟太郎は大阪市東平野尋常小学校（現・大阪市立生魂小学校）に入学。この頃、一家は大阪市南区上本町7丁目（現・天王寺区）に住んでいたが、翌年、父が警察署を退職。その少し前に大阪市電の追突事故に遭い、痛めた腰の療養に単身で有馬温泉や故郷に行くなどして3年間無職生活となった。左二郎は弁護士になる夢が捨てきれなかった。
武田家は困窮し貧しい生活ながらも、麟太郎の成績は良く、3年生の時には副級長に選ばれ、3年と4年の修了時には学業優等操行佳良の1番上の賞を貰った。5年の1学期には級長に選ばれた。この頃、麟太郎は立川文庫などを耽読した。この年に、父も復職し南警察署詰めの巡査勤務から始め、翌年に警部補となったため安定した収入が得られるようになった。
1916年（大正5年）2月、父が住吉警察署の司法主任となり、一家は大阪府東成郡安立町大字安立（現・住之江区安立町1丁目1-20）に転居。5年生の麟太郎は安立尋常小学校（現・大阪市立安立小学校）に転校した。品行方正学業優秀などで修了し、4月に6年に進級し1学期・2学期の級長となった。
凄腕の父の指揮により強盗事件が次々と解決し、麟太郎も刑事部屋によく遊びに行っては、父にねだって『英語通弁会話』の本を買ってもらい英語も勉強した。小学校時代には、漢学に興味を持ち、懐徳堂の講義も聴いていた。麟太郎は安立尋常小学校を卒業時に、品行方正学業優秀・精勤賞のほか、大阪府東成郡役所からも品行および学業成績佳良の賞として、算盤を貰った。

### 中学時代-母の急死
1917年（大正6年）4月、両親の期待を背負って受験合格した大阪府立今宮中学校（現・大阪府立今宮高等学校）に入学。麟太郎は背の低い両親に似て、クラスで1番背丈が低く胴長でずんぐりしていたため、「ちんちくりん」「ちび」と渾名が付けられ、運動が不得意であった。夏休み明け、父は岸和田警察署尾崎分署（現・泉南警察署）の署長となり、一家は転居したため、麟太郎は父の姪夫婦の家や、父の元同僚の村上吉五郎巡査の家に下宿した。
麟太郎は村上に連れられて、南区竹屋町の泊園書院で藤沢黄坡（藤沢章二郎。藤沢南岳の次男）の講義を聴きに行き、黄坡の長男で同校の藤沢桓夫と顔見知りとなった。背が高くお洒落で垢ぬけていた桓夫は、小柄な麟太郎を可愛らしく思った。
中学の友人らの影響で文学に興味を持った麟太郎は、1919年（大正8年）の3年生の頃は、島田清次郎、徳冨蘆花などを読み、小説好きの母・すみゑが愛読していた尾崎紅葉の『金色夜叉』、泉鏡花、岩野泡鳴なども読んだ。父の職業の影響でそれ以前にも探偵小説なども読んでいた。
1920年（大正9年）正月、『文章世界』新春特別号の「文士録」を見て小説家に成る野心が芽生えた麟太郎は、それを母に告げた。母は、岩野泡鳴くらいに大成しなければ意味がなく、それは困難だろうから、文官高等試験に合格し官吏として堅実な道を行くことを諭した。
そんな妊娠8か月の身重の母・すみゑが、1月20日、洗濯中に子癇で倒れて21日に病院で死去した。その寒い夜、号泣し悲嘆にくれた麟太郎は「やはり、小説家になろう」と決意した。その後、猩紅熱で寝込んだ麟太郎だったが、無事に3年を修了した。
4年になった麟太郎は背が約5センチ伸びたが、母の急死の打撃で授業は欠席がちとなり、様々な文学作品を読み漁っていた。小説家の目標とした岩野泡鳴が自分の誕生日に死んだことで何か因縁を感じ、自分と同様に作文の上手く、よく先生から読み上げられる他のクラスの藤沢桓夫を常に意識していた。
シネマが好きだった麟太郎は、妹たちを連れて九条新道の松竹座や敷島倶楽部に行き、チャールズ・チャップリンやハロルド・ロイドの映画をよく観ていた。この年の12月に、習作「牛」「銅貨」を書いてみた。
1921年（大正10年）、4年の成績は落ちたまま修了し、5年に進級。父の再婚話が倉敷にいる父の姉から持ち込まれ、29歳の美代乃が武田家に後妻としてやって来た。その日、麟太郎は夜遅くまで家に帰って来ず、家族は心配した。妹たちは継母を受け入れたが、麟太郎だけはずっと新しい母に馴染めず、「お母さん」とは呼べなかった。この今宮中学時代に小品「老人」が、『中央文学』1921年5月号の懸賞散文佳作に掲載された。
1922年（大正11年）、今宮中学校を卒業し、同級の藤沢桓夫や小野勇は、新設の大阪高校を受験し合格したが、麟太郎は京都の第三高等学校を受験して失敗した。5月、父と共に池田の豊能郡役所に行き、小学校教員の就職を依頼するが、応募が多く欠員の見込みもないため、やはりもう1度、受験のため浪人することになった。
受験勉強の合間に様々な作家の小説を読み、自身も投書雑誌『中学世界』に短編作品を送ったりした。10月には、受験誌『考へ方』に「鈴木君の事」を投稿し、藤森成吉の選考により第一位となった。「鈴木君の事」は翌年の1月・新年号に掲載された。麟太郎は一高受験を希望するが、経済的な理由で父親に反対された。

### 三高時代
1923年（大正12年）4月、第三高等学校文科甲類（英語必修）に進んだ麟太郎は、ある日学生掲示場の横で、蝦蟇のような顔でズックカバンを肩にかけている目立つ男が気になった。誰かと人に訊くと、落第を2度した「三高の主」「古狸」と呼ばれる男として有名な梶井基次郎（理科甲類）だった。
クラスで一番背の低い麟太郎は高下駄を履き、運動神経のなさなどの劣等感から虚勢をはって弊衣破帽の無頼の恰好で次第に学内で目立つようになった。創作した短編も大阪今日新聞などに投稿し、若山牧水や佐藤春夫を読み、田山花袋の随筆を通じて井原西鶴を知り、永井荷風を愛読した。ある日、3年の中谷孝雄から劇研究会の回覧同人誌『嶽水会雑誌』への寄稿を依頼された麟太郎は、以前に書いた「銅貨」を6月に投稿した。
その後、麟太郎はグラウンドを歩いている時、同誌に作品投稿していた劇研の梶井基次郎から突然話しかけられて自作「矛盾の様な真実」の感想などを求められ戸惑った。今度君がいいものをきっと書いてくれと梶井から丁寧に言われて麟太郎は恐縮した。次第に梶井と親しくなった麟太郎は、梶井が卒業する時には愛用の肩掛けズックカバンをもらい受けた
麟太郎は、梶井がいた三高劇研究会に入会し、土井逸雄、清水真澄、浅見篤（浅見淵の弟）、楢本盟夫らと同人誌『真昼』を発行し、身辺観察的な短い文章を寄稿した。この誌名は、横光利一の『頭ならびに腹』の書き出しの「真昼である。特別急行列車は…」にちなんで付けられた。

### 帝大時代
1926年（大正15年）4月、東京帝国大学文学部仏文科に進学し、本郷区追分町11番地（現・文京区向丘2丁目）の長栄館に下宿した。三高の先輩の梶井基次郎、中谷孝雄らと交友し、三好達治とも知り合った。しかし出世欲が強く計算高かった麟太郎は、彼らの同人誌『青空』とは肌が合わずに同人加入はしなかった。
麟太郎は、中学時代の同級生の藤沢桓夫が大阪高校（現・大阪大学）在学中の1925年（大正14年）3月に始めた同人誌『辻馬車』の方に加わった。藤沢は新感覚派的な「首」を5月に発表して川端康成や横光利一から注目されていた。
麟太郎は、浅草や場末で遊んで登校せず、やがて労働運動に共感を覚え中退した。1929年（昭和4年）1月に『創作月刊』に「凶器」を発表し一部で注目され、同年6月に『文藝春秋』に｢暴力｣を発表した。この作品は発禁となり部分的に削除されたが、原文を取り寄せた川端康成に文芸時評で「表現の力強いテンポ」などを評価され、武田はプロレタリア作家として文壇に地位を築いた。

### 市井事もの
1933年（昭和8年）に林房雄や小林秀雄が創刊した『文學界』に川端と共に参加。1936年（昭和11年）には『人民文庫』を創刊し主宰したが発禁となり、莫大な借金を背負うことになった。プロレタリア文学への弾圧を経て、転向。井原西鶴の浮世草子の作風に学んだ｢市井事もの｣を著し、時代の庶民風俗の中に新しいリアリズムを追求する独自の作風を確立した。1942年（昭和17年）には、川端が編集代表となり、島崎藤村、志賀直哉もいた季刊『八雲』でも、武田は編集同人になった。

### 戦中・戦後

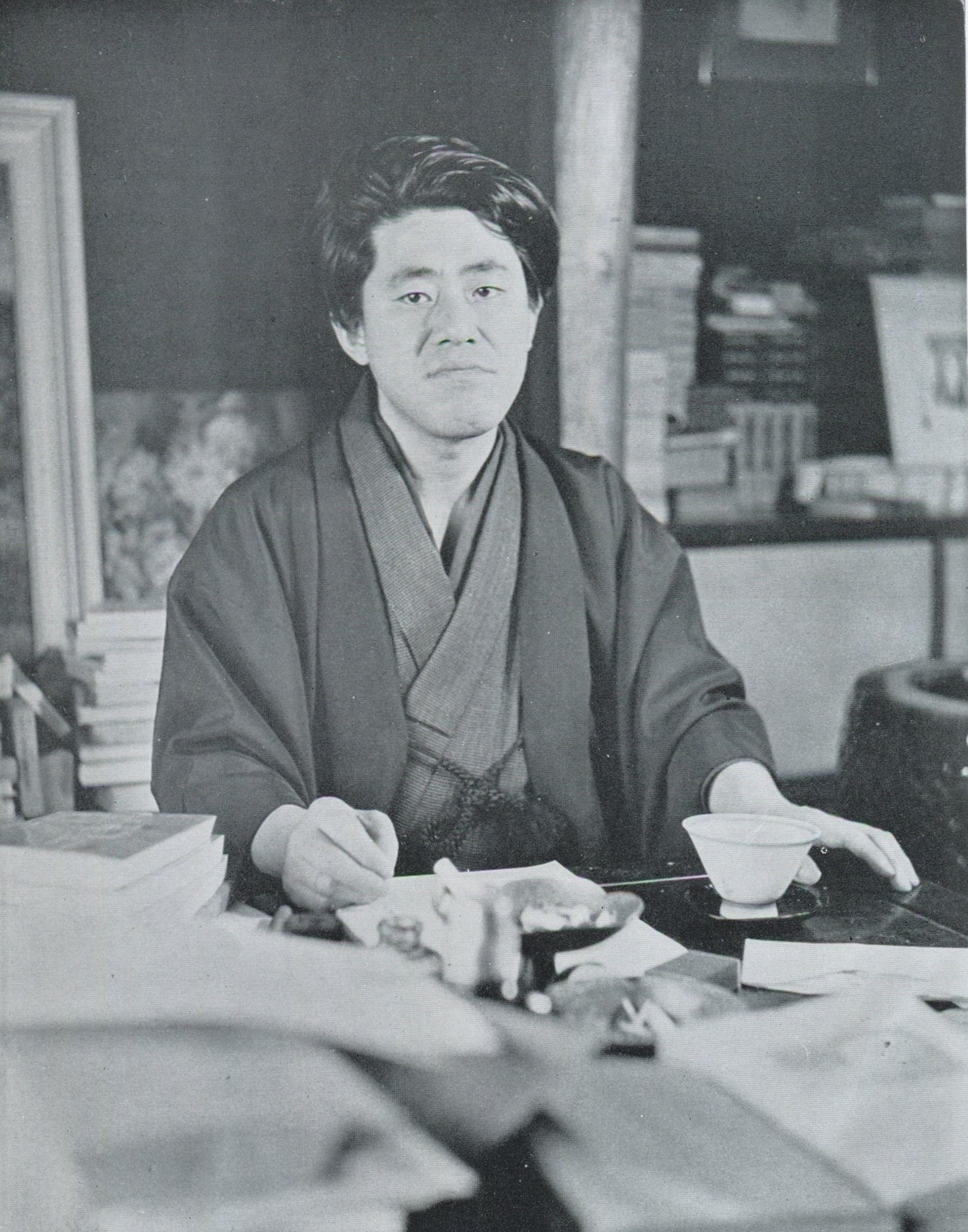
武田麟太郎（1940年 - 1941年頃）

太平洋戦争中は陸軍報道班員としてジャワ島に滞在。1944年（昭和19年）1月に無事帰還した。1943年（昭和18年）には、武田が「文学の神」と崇めていた徳田秋声が亡くなっていた。1945年（昭和20年）5月25日の東京大空襲で麹町2番町の自宅が全焼し、6月に妻・留女の実家のある山梨県甲府市伊勢町の遠光寺に疎開した。そしてそこでも7月7日の甲府空襲に遭い全焼し、同県の富河村の弘円寺に妻子と共に移動した。
敗戦を告げる玉音放送に気力を喪失した武田は非常に落胆。戦後の作品「田舎者歩く」や「ひとで」には、その心境が反映された。「田舎者」では疎開先から上京し、東京の荒地を見た時の自身の悲痛を、幕末の「天野八郎」に仮託して綴った。
敗戦の年の12月には、神奈川県藤沢市片瀬西浜の家（妻の友人の柴田静子方）を借りた。武田はその家から東京に通い、共に徳田秋声を尊敬する川端と協力し、秋声の作品集の刊行に向け勤しんでいたが、秋声の息子・徳田一穂の突然の不可解な変心により出版は翌年の3月初旬に頓挫した。武田は新聞小説を2本抱えて多忙であったが、上京時には新橋や有楽町で飲み歩き泥酔の日々だった。中野にいた愛人・千代の家に泊って、自宅に帰らないこともあった。
1946年（昭和21年）3月23日の夜、泥酔していた武田は終電を大磯まで乗り越し、豪雨の中を3キロ歩いて茅ケ崎駅まで戻り、駅中で原稿を執筆した後、徒歩で帰宅。24日の昼に原稿を持って上京し、帰宅後に再び執筆。25日に40度の発熱で寝込んだが、26日から無理をして執筆作業をし、28日に激しい頭痛となり医師を呼んだ。
29日に医師がカンフル剤などを注射するが、30日から昏睡状態になり、体中が痙攣を起して危篤状態になった。武田の家に駆けつけた高見順らが東大法医学の医師を呼んで脳炎だと判ったが、近くに緊急の入院先が見つからず、応急処置も効かずに31日に再び発作を起こして死去した。武田は長年の飲酒からか肝硬変になっていた。
吉行淳之介は武田の死因について、当時カストリ焼酎などの粗悪な密造酒が流行しておりそれにはしばしばメチルアルコールが混入していて失明する者や命を落とす者が多く、武田の死因もメチル入りの酒を飲んだからだと述べている。

## おもな作品

### 習作
- 牛（1920年秋執筆）
- 鈴木君の事（考へ方 1923年1月）
- 銅貨（真素木 1923年6月。1920年秋執筆）
- ある巡査の記憶（大阪今日新聞 1923年6月）
- お松さんの犬（大阪今日新聞 1923年7月）
- ある甘い男（大阪今日新聞 1923年秋）
- 晩秋（大阪今日新聞 1923年秋）
- 笛吹きとその笛（金の林檎 1923年）
- 白靴の部屋（金の林檎 1923年）

### 小説
- 掌理（真昼 1925年6月）
- 昼暖（真昼 1925年6月）
- CROSSWORD PUZZLE（真昼 1925年7月）
- 水行（嶽水会雑誌 1925年7月）
- 如何にしてキリスト教が、今日の如く、世界中に普及したか（嶽水会雑誌 1925年7月）
- かつみさん少しばかり（辻馬車 1926年4月）
- 人が住む（真昼 1926年4月）
- 田舎と人形（真昼 1926年7月）
- 第一章（真昼 1926年10月）
- ストライキ（青空 1926年11月）
- 青年（辻馬車 1927年3月）
- 出生の歌（手帖 1927年5月） - 散文詩
- 帰郷（辻馬車 1927年6月）
- 敗戦主義――一九〇四年頃（プロレタリア芸術 1927年7月）
- 脱走者（手帖 1927年8月）
- 演説（辻馬車 1927年8月）
- 父（辻馬車 1927年9月）
- 畸形（若草 1928年12月）
- 凶器（創作月刊 1929年1月）
- 暴力（文藝春秋 1929年6月）
- 檻（十月 1929年6月）
- W町の貞操（1929 1929年6月）
- 連路する船（文學時代 1929年10月）
- 醜（婦人サロン 1929年11月）
- 色彩（週刊朝日 1930年1月）
- 休む軌道（新潮 1930年1月）
- 場末の童謡（近代生活 1930年1月）
- 脈打つ血行（中央公論 1930年1月）
- 猶太人の別れ（時事新報 1930年1月）
- 嬰児（都新聞 1930年1月）
- ある除夜（文學 1930年2月）
- 高架線の下（文學時代 1930年2月）
- 托児所風景（若草 1930年5月）
- 競馬場（詩・現実・第1冊 1930年6月） - 詩
- 党員（プロレタリア文学 1930年6月）
- 味方はゐた（週刊朝日 1930年7月）
- 殺された人の母（婦人公論 1930年7月）
- 存在した肖像（文學時代 1930年8月）
- 失業者百万の一人（労働者のゐる風景）〈のちに「失業者二百万の一人」と改題〉（新潮 1930年8月）
- 荒つぽい村（中央公論 1930年8月）
- 恋愛（新潮 1930年9月）
- 箱の中の夏（未詳 1930年9月）
- 背中の女闘士（文學時代 1930年10月）
- 晩秋の記（詩・現実 1930年12月）
- 攻勢（中央公論 1931年1月）
- 組織（ナップ 1931年2月）
- 水の上（若草 1931年2月）
- 蓑と笠（改造 1931年4月）
- 牧歌（文學時代 1931年4月）
- 捕手（ナップ 1931年6月）
- 隅（未詳 1931年6月）
- 朝の一景（中央公論 1931年8月）
- 草競馬（文學時代 1931年8月）
- 休み日（新潮 1931年9月）
- 大都会の裏面記（文學時代 1931年11月）
- 毛虫（新潮 1931年11月）
- 欲望（改造 1931年12月）
- 浪曼的（新潮 1932年1月）
- 春の宿（文藝春秋 1932年1月）
- 配達（若草 1932年2月）
- 上野ステーション（文學時代 1932年3月）
- 狐の話（文學時代 1932年5月）
- 市井事（コント・デ・コント）（新潮 1932年5月）
- 低迷（改造 1932年6月）
- 日本三文オペラ（中央公論 1932年6月）
- 他国の空（新潮 1932年7月）
- 「栄え行く道」の一例（文藝春秋 1932年11月）
- 訪問（新潮 1933年1月）
- バイオリン弾き（未詳 1933年1月）
- 釜ヶ崎（中央公論 1933年3月）
- 吉良上野の憂鬱（人物評論・創刊号 1933年3月）
- 若もの（新潮 1933年5月）
- 市井事第二篇（改造 1933年5月）
- 勘定（経済往来・夏期増刊 1933年7月）
- 情死（モダン日本 1933年8月）
- ファッショ精神と文学（読売新聞 1933年8月）
- うどん――初恋について（新潮 1933年9月）
- 市井事第三篇（文學界 1933年10月）
- 樽屋おせん（経済往来 1933年10月）
- 世之助生立ちの記（経済往来 1933年11月）未完
- ダンス（『市井事』のうち）（文藝 1933年12月）
- 手記（文學界 1933年12月）
- 陥穿（中央公論 1934年1月）
- 消費（改造 1934年1月）
- 子供（文化公論 1934年2月）
- 文士（経済往来 1934年3月）
- 苛める（文藝春秋 1934年4月）
- 石田の話（新潮 1934年4月）
- 政治家（さみだれの巻）（経済往来 1934年4月）
- 近所合壁（行動 1934年6月）
- 血のつながり（文學界 1934年6月）
- 屋根（一）（文學界 1934年7月）
- 黴の花（中央公論 1934年7月）
- 銀座八丁（朝日新聞 1934年8月22日-10月20日。モダン日本 1936年1月-9月）
- 誤解（文藝 1934年9月）
- 花の夢（経済往来 1934年9月）
- いきほひ（新潮 1934年10月）
- 無知（行動 1934年10月）
- 競走（現代 1934年10月）
- 往時（経済往来 1934年12月）
- 浄穢の観念（中央公論 1935年3月）
- プラット・ホーム（婦人之友 1935年3月）
- 下界の眺め（都新聞 1935年5月-12月）
- 臨時列車（行動 1935年6月）
- 日月ボール（改造 1935年7月）
- 後援会（文藝 1935年9月）
- 遺稿（経済往来 1935年9月）
- 奇麗（中央公論 1935年10月）
- 一の酉（改造 1935年12月）
- 最初の傷（文學界 1936年1月）
- 井原西鶴（人民文庫 1936年3月-11月）
- 変化（文學界 1936年4月）
- 女の環境（婦人公論 1936年7月）
- ト書――ある物語の発端（改造 1936年7月）
- 松の家（新潮 1936年9月）
- シナリオ 一の酉（『文壇人オリジナル・シナリオ集』1936年12月）
- 現代詩（改造 1937年1月）
- 春の粧ひ（日の出 1937年2月）
- 車中の四人（中央公論 1937年2月）
- 女を押しつける（サンデー毎日 1937年3月）
- 昇降機（モダン日本 1937年4月）
- 春の話（月刊文章 1937年4月）
- 裸婦（現代 1937年4月）
- 葉桜（日の出 1937年6月）
- 若肌（婦人倶楽部 1937年6月）
- 風速五十米（朝日新聞 1937年6月-10月）
- 風の中で（婦人倶楽部 1937年11月）
- 氷雨（日の出 1938年3月）
- 花の夢さめて（講談雑誌 1938年5月）
- 淡い関係（週刊朝日 1938年5月）
- 朝の草（中央公論 1938年6月）
- 井原西鶴 第一章（文藝 1938年7月）
- 下谷竜泉寺（モダン日本 1938年7月）
- 薄化粧（婦人公論 1938年7月）
- 絵看板（サンデー毎日 1938年7月）
- 山峡だより（婦人倶楽部 1938年8月）
- 眼鏡（文學界 1938年10月）
- 春江と信吉（オール読物 1938年11月）
- 信号燈（日の出 1938年12月）
- 伝説（改造 1939年1月）
- 雪もよひ（モダン日本 1939年1月）
- 枯葉抄（婦人倶楽部 1939年1月）
- 簪（婦人倶楽部 1939年1月-12月）
- 番人のゐない踏切（長篇文庫 1939年2月）
- 木枯し（現代 1939年2月）
- 夜の仇夢（中外商業新報 1939年4月-1940年3月）
- 舞台裏（婦人公論 1939年7月）
- 夏雲（日の出 1939年8月）
- 幾山河（婦人倶楽部 1939年8月-1940年7月）
- 大凶の籤（改造 1939年9月）
- 死ぬこと 生きること（改造 1939年9月）
- 婚約者（改造 1939年9月）
- 因果のある述懐（改造 1939年9月）
- 手紙の女（オール読物 1939年9月）
- 菊屋橋（日の出 1939年11月）
- 好きな場所（改造 1939年12月）
- 風の街（報知新聞 1940年2月-9月）
- 蚊幮（オール読物 1940年3月）
- 情婦（文學界 1940年4月）
- 二本の枝（改造 1940年4月）
- 娘（公論 1940年5月）
- 浮雲（現代 1940年5月）
- 幸福（オール読物 1940年5月）
- 結びつき（中央公論 1940年6月）
- 針仕事（オール読物 1940年7月頃）
- 悦子の告白（モダン日本 1940年7月頃）
- 黒髪の記（日の出 1940年8月-12月）
- 雪の話（改造 1940年9月）
- 毒婦伝（改造 1940年9月）
- 時の間に（改造 1940年9月）
- 面影（改造 1940年9月）
- 掃除夫になる（改造 1940年9月）
- 心境（中央公論 1941年1月）
- 分別（改造 1941年4月）
- 病犬（知性 1941年8月）
- その妻（新文學 1944年11月）
- 弥生さん（文藝 1945年1月）
- 微笑（東京新聞 1945年2月-5月）
- 子惚気（文藝 1945年5・6月）
- 風情一齣（言論 1946年1月）
- 田舎者歩く（旬刊ニュース 1946年1月-4月）未完
- ひとで（夕刊新大阪 1946年2月-3月）未完
- 東京暦（上尾新聞 1946年3月-4月）未完

### 評論・随筆
- 単純への方向（辻馬車 1926年11月）
- 新しき出発（辻馬車 1927年1月）
- 辻馬車（辻馬車 1927年5月）
- 機関車（芥川龍之介追悼記）（辻馬車 1927年9月）
- 映画の自己防衛（創作月刊 1928年2月）
- 浅草・余りに浅草的な（中央公論 1930年3月）
- 浅草宿屋の世間学（中央公論 1930年7月）
- 序（『カジノ・フォーリー脚本集』内外社 1931年9月）
- 隅田川附近（東京新旧名所図絵）（新潮 1932年3月）
- 蔓延する東京・喰ふ物語（犯罪科学 1932年9月）
- 遊ぶ物語（犯罪科学 1932年10月）
- 盛り場の友情（浅草交遊録のうち）（改造 1932年10月）
- 埋立地・貨物船――芝浦風景〈大東京十二夜物語〉（新潮 1932年11月）
- 浅草アパートの女たち（婦人世界 1933年1月）
- 告別〈小林多喜二追悼〉（プロレタリア文学 1933年5月）
- 君死にたまふことなかれ〈わが郷土の地方色〉（新潮 1933年6月）
- 母親に逢ひたし〈もう一度逢つてみたい男・女〉（人物評論 1933年8月）
- 西鶴町人物雑感（文藝 1934年2月）
- 感想（新潮 1934年2月）
- 好色の戒め（行動 1934年2月）
- 死神について（都新聞 1934年4月）
- 大阪をおもふ（東京日日新聞 1934年4月）
- 梶井基次郎の靴と鞄（文學界 1934年6月）
- 長篇小説と通俗小説（時事新報 1934年6月）
- 近頃（文藝 1934年7月）
- 遊び仲間（文藝通信 1934年7月）
- 友人知人（文藝 1934年8月）
- 文芸復興の反動性その他（読売新聞 1934年8月）
- 自然描写（文學界 1934年9月）
- 文学的自叙伝――の前がき（新潮 1935年1月）
- 横光利一論（改造 1935年3月）
- 大谷藤子むだばなし（文藝通信 1935年3月）
- 長篇『井原西鶴』（文藝 1935年4月）
- 文章をかまはぬ（月刊文章 1935年5月）
- 小栗警視総監閣下〈街の紳士と其の批評〉（経済往来 1935年6月）
- 通俗小説の問題について（新潮 1935年7月）
- ああ、俗悪なる――（新潮 1935年8月）
- 新聞小説について（新潮 1935年11月）
- 長篇小説の問題――新聞小説に就て（文芸通信 1935年12月）
- 作家と死神（都新聞 1936年3月）
- 生理的欲求として（中央公論 1936年6月）
- 饒舌（東京日日新聞 1936年7月）
- 文学青年について（都新聞 1936年7月）
- 床屋政談（改造 1936年8月）
- ジャアナリズムと大衆（文學界 1936年12月）
- 新春一家言（人民文庫 1937年1月）
- わが抱負を語る（新潮 1937年1月）
- 病床雑記（文藝懇親会 1937年2月）
- 一時代の思出（東京帝国大学セツルメント十二年史 1937年2月）
- 病床録（人民文庫 1937年7月）
- 近代的小説の条件（月刊文章 1937年8月）
- 国を愛すること（中央公論 1937年9月）
- 生きてゐる（改造 1938年4月）
- 山峡通信（未詳 1938年4月）
- 川端康成小論（改造 1938年5月）
- 小説月報（文學界 1938年6月）
- 知識層の変貌（改造 1938年7月）
- 東にはいつも何かがある（改造 1938年8月）
- 小説精神の探究（文藝春秋 1938年11月）
- 小説・土と兵隊（文藝春秋 1938年12月）
- 岡本かの子追悼 岡本さんを悼む（文學界 1939年4月）
- 追悼 本庄睦男君（文學界 1939年8月）
- 同人雑誌の作家達に就て（東京朝日新聞 1940年6月）
- 時代の小説家（改造 1940年10月）
- 上陸一箇月後のジャバ（東京朝日新聞 1942年4月7日）
- ジャバの印象（大阪朝日新聞 1942年4月17日）
- ジャバのフクチャン（朝日新聞 1942年6月-7月）
- 書簡 妻への手紙（文藝 1942年7月）
- 旅だより（『大東亜戦争陸軍報道班員手記・ジャワ撃滅戦』1942年12月）
- ジャワで見た『八雲』（八雲 1944年7月）
- 郷愁（新ジャワ 1944年11月）
- 追悼 片岡鉄兵を悼む（新文學 1945年3月）
- 文芸時評（東京新聞 1946年3月）

## 刊行書籍

### 単行本
- 『暴力』〈現代暴露文学選集〉（天人社、1930年3月）
- 『反逆の呂律』〈新鋭文学叢書〉（改造社、1930年7月）
- 『脈打つ血行』（内外社、1931年6月）
- 『釜ヶ崎』（文座書林、1934年2月）
- 『勘定』〈文藝復興叢書〉（改造社、1934年5月）
- 『銀座八丁』（改造社、1935年1月） のち角川文庫、新潮文庫
- 『市井事』（竹村書房、1935年4月）
- 『好色の戒め』（文圃堂書店、1935年12月） - 随筆集
- 『下界の眺め』（有光社、1936年2月）
- 『若い環境』（竹村書房、1936年9月。普及版1937年4月）
- 『風速五十米』（新潮社、1937年12月）
- 『浅草寺界隈』〈新小説選集〉（春陽堂書店、1938年8月）
- 『世間ばなし』（相模書房、1938年9月） - 随筆集
- 『山脈』（玄海書房、1938年10月）
- 『宵待草』（八紘社杉山書店、1938年12月）
- 『花の夢さめて』（八紘社杉山書店、1939年3月）
- 『銀座八丁』〈昭和名作選集〉（新潮社、1939年10月）
- 『大凶の籤』（改造社、1939年10月）
- 『市井談義』〈新選随筆感想叢書〉（金星堂、1939年10月）
- 『簪』（新潮社、1940年3月）
- 『大都会』（時代社、1940年5月）
- 『蚊幮』（今日の問題社、1940年7月）
- 『幾山河』（大日本雄弁会講談社、1940年9月）
- 『風の街』（学芸社、1940年10月）
- 『薄化粧』（輝文館、1940年10月）
- 『小説作法』（明石書房、1941年2月）
- 『東京環状線』（昭和書房、1941年3月）
- 『花模様』（万里閣、1941年4月）
- 『手紙の女』（今日の問題社、1941年5月）
- 『浮雲』（三杏書院、1941年7月）
- 『残されたもの』（奥川書房、1941年8月）
- 『雪の話』（小山書店、1941年9月）
- 『礎の人々』（昭和書房、1941年10月）
- 『新生』（報国社、1942年2月）
- 『美しい表情』（長隆舎書店、1942年8月）
- 『ジャワ更沙』（筑摩書房、1944年12月）
- 『弥生さん』（東京出版、1946年）
- 『女の環境』（飛鳥書店、1946年）
- 『情婦』（鎌倉文庫、1947年）
- 『大都会』（隅田書房、1947年）
- 『銀座八丁・日本三文オペラ』〈文芸選書〉（福武書店、1983年）
- 『日本三文オペラ』〈武田麟太郎作品選〉（講談社文芸文庫、2000年）
- 『蔓延する東京　都市底辺作品集』（共和国、2021年）

### 翻訳書
- 『貧農組合 エフ・パンフェロフ』（内外社 1931年1月）
- 『現代訳 西鶴名作集 下巻』（非凡閣、1938年6月）
  - 好色五人女、西鶴置土産

### アンソロジー
- 『現代日本文学全集・プロレタリア文学集』（改造社、1931年2月）
- 『日本プロレタリア文学集16』（新日本出版社、1984年10月）

### 全集・選集
- 『現代長篇小説全集・武田麟太郎篇』（三笠書房、1937年4月）
- 『新日本文学全集・武田麟太郎集』（改造社、1940年11月）
- 『三代名作全集・武田麟太郎集』（河出書房、1942年10月）
- 『武田麟太郎全集』〈全14巻〉（六興出版部、1946年-1948年／復刻版・日本図書センター、2003年）
- 『武田麟太郎全集』〈全3巻〉（新潮社、1977年）
- 『武田麟太郎　若い環境／文学的自叙伝』〈作家の自伝シリーズ・人間図書館〉（日本図書センター、2000年）